# Wladimir Trandafilow

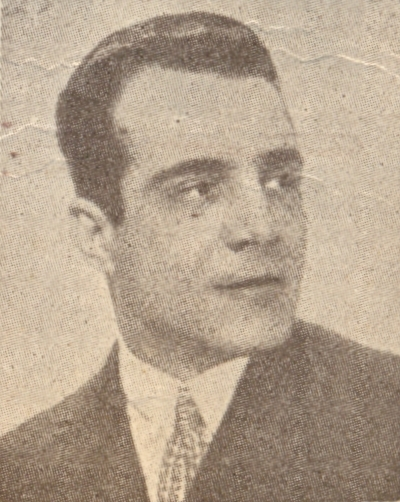
Wladimir Trandafilow, um 1935

Wladimir Trandafilow (bulgarisch Владимир Трандафилов; * 4. September 1897 in Plewen; † 13. Januar 1972 in Sofia) war ein bulgarischer Schauspieler und Regisseur.

## Leben
Er studierte in Paris Schauspiel und war dann am Nationaltheater in Sofia tätig. Wichtige Rollen waren König Lear (William Shakespeare), Philipp in  Don Carlos von Friedrich Schiller, Egmont (Johann Wolfgang von Goethe), Arbenin in Maskerade von Michail Jurjewitsch Lermontow und Paratow in Mädchen ohne Mitgift von Alexander Nikolajewitsch Ostrowski.
Er wurde als Held der Sozialistischen Arbeit und mit dem Dimitrow-Preis ausgezeichnet.

## Filmografie
- Patyat na bezpatnite, 1928
- Nay-vyarnata strazha, 1929
- Ulichni bozhestva, 1929
- Bezkrustni grobove, 1931
- Za Rodinata, 1940
- Dimitrowgradzi, 1956
- Sluchaen kontzert, 1960